# Conicari
Conicari /od nahuatl coni = crow + cari =crow, raven, =house of the raven,/ pleme američkih Indijanaca iz sjeverozapadnog Meksika locirani u području gdje se sastaju rijeke Rio Cedros i Mayo. Conicari su po svoj prilici srodni grupama Baciroa, koji žive njima na jugu i Tepahue s Rio Cedrosa, te prema Masonu i Johnsonu klasificirani u plemena Taracahitian, porodica Juto-Asteci. Istoimeno selo Conicari imalo je 1645. godine 200 obitelji.

## Vanjske poveznice
- Frederick Webb Hodge